# Ситер (мифология)

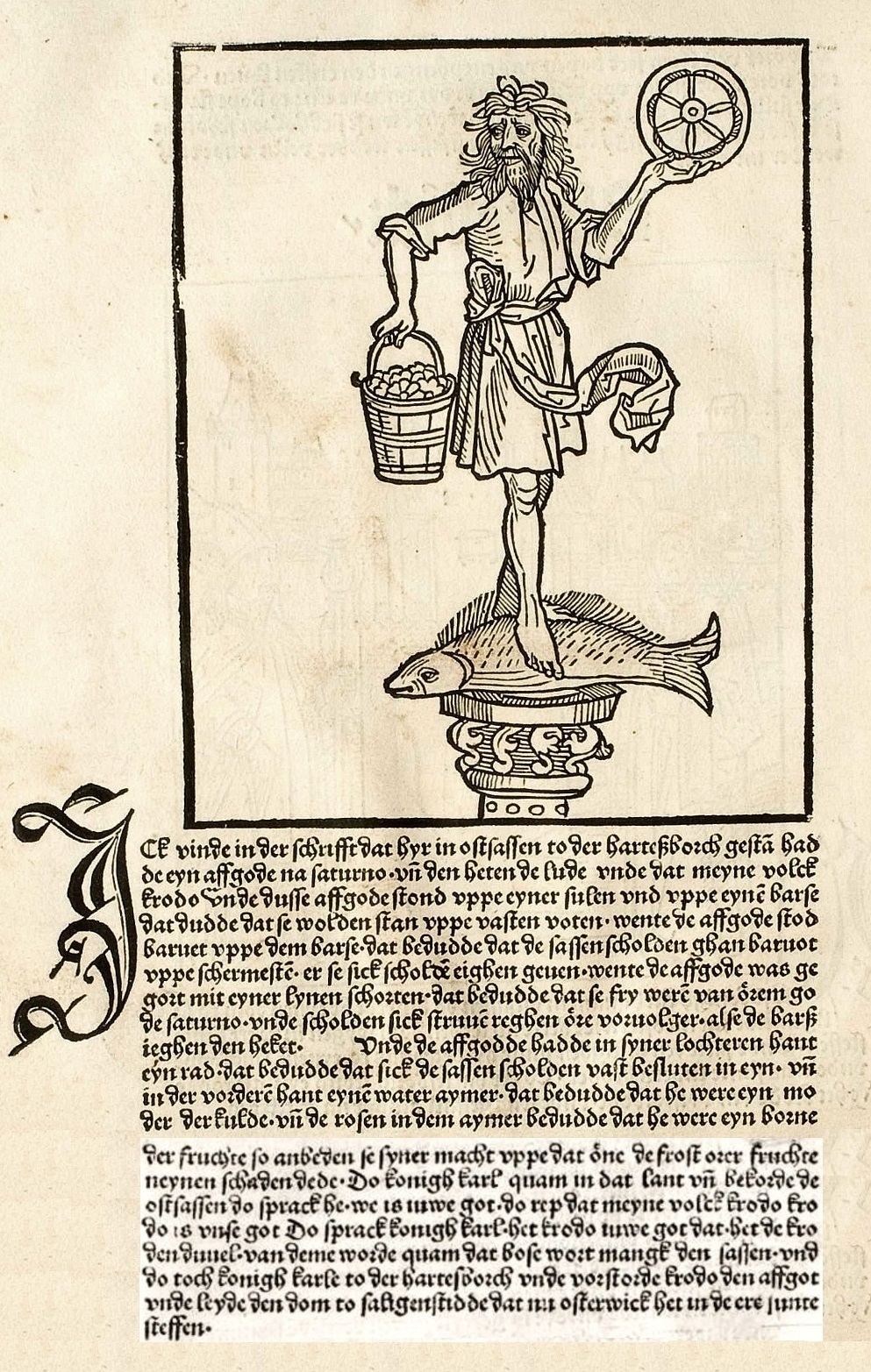
Кродо или Ситер (Сатар)

Ситер (Сатар, Sataere, Seater, также известен, как Кродо — Crodo, Crotto) — предполагаемый германский бог. Изображался стоящим на острой колючей спине окуня, как на пьедестале, с непокрытой головой, в левой руке он держит колесо, а в правой — ведро с водой, в котором находятся цветы и фрукты.
Описание этого божества, не зафиксированного средневековыми источниками, содержится в трактате Ричарда Верстегена (ок. 1550—1640) об англосаксонском язычестве, опубликованном впервые в 1605 году, ставшим популярным и неоднократно переизданным. Верстеген, умелый гравёр, снабдил свою работу иллюстрациями, показывавшими «идолы» древних божеств: на эти гравюры явно повлияла современная ему литература об эмблемах. Разработанные им образы богов, в том числе и Ситера, неоднократно воспроизводились в работах XVII—XIX веков. Ситер, альтернативным именем которого было «Кродо» или «Кротто», был показан, как германский вариант Сатурна: именно от него, а не от Сатурна якобы происходило название субботы в германских языках. Наряду с другими германскими божествами, символизировавшими дни недели, Ситер нередко упоминался в художественной литературе, в том числе в драме: его изображение появлялось на сцене в пьесах, где действие происходило в англо-саксонской Англии. Статуя Ситера входила в ансамбль скульптур германских богов, созданный голландско-британским скульптором Джоном Рисбраком (теперь в частной коллекции). В 1820 году немецкий химик и фармацевт Иоганн Троммсдорф предложил назвать в честь «Кродо» открытый им якобы и впоследствии непризнанный элемент — «кродоний»